# 长城构造期
长城构造期，简称长城期，是元古宙长城纪(18-14億年前)期间的构造期，在此期间，在今中国及周边地区发生了长城运动或称长城事件。

## 名称由来
长城期是以长城纪命名的。长城纪是专门用于中国的地质年代，相当于国际地质科学联合会(2004)确定的古元古代固结纪(18-16億年前)和中元古代盖层纪(16-14億年前)的全部。长城期也常常被并到它之后的蓟县期里。

## 构造活动
长城期的年代久远，目前只能对这期间的构造运动做粗略的描述。在长城期，构成后世中国大陆的地块处于离散状态，可以划分成四个构造域，即亲西伯利亚构造域、亲中朝构造域、亲扬子构造域和亲冈瓦纳构造域。亲中朝构造域最初包括一个完整的原始中朝板块，但在长城期发生张裂作用，形成了古塔里木板块、古柴达木地块和古中朝板块（阿拉善地块此时还未分裂出来）。在古中朝板块内，也出现了拗陷作用，形成了三个大型的拗陷带，即渣尔泰-狼山裂陷带、燕辽裂陷带和熊耳裂陷带，但并未使板块分裂。
属于亲扬子构造域的原始的秦岭-大别地块，在长城期也出现张裂，后来的几个小地块可能就是这时形成的，但证据还很不充分。
其他地块在长城期或者比较稳定，或者资料不足难于判断其活动性。